# Altabix

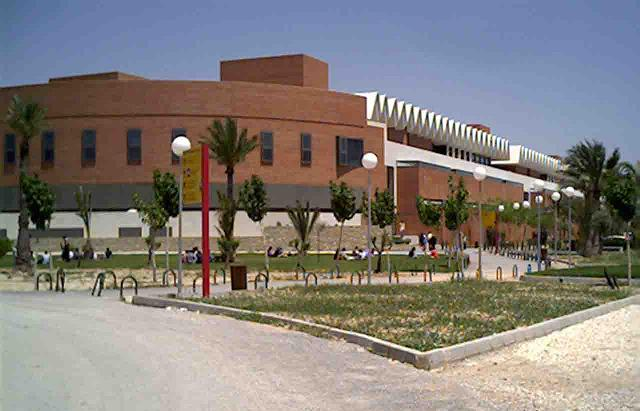
Edificio Altabix, ubicado en la Universidad Miguel Hernández

Altabix es el nombre tradicional de uno de los barrios en los que se divide la ciudad española de Elche. Como topónimo puede referirse tanto al barrio del mismo nombre como a la partida rural que, en origen, le da nombre. Fuera de las fronteras de la ciudad de Elche, el nombre de Altabix es conocido sobre todo por el antiguo estadio de Altabix, en el cual el Elche Club de Fútbol jugó sus partidos hasta bien entrados los años setenta del siglo XX. Actualmente el barrio de Altabix es de los más dinámicos de la capital del Bajo Vinalopó. Aparte de constituir un barrio en expansión demográfica, aloja instalaciones urbanas tan importantes como la Universidad Miguel Hernández o el Conservatorio Municipal de Música.
Según la arabista Carme Barceló, el nombre de Altabix proviene de la antigua voz árabe Al-Tawwij, que significaría "el lugar del esparto", pudiéndose referir tanto al lugar en el que esta planta se cultivaba como a la posible existencia en la zona de factorías de elaboración de productos derivados del esparto. Según Barceló, en la evolución del étimo árabe al actual operan factores como la analogía (Alta), la confusión b/v y la conversión a una -x final propia de muchas voces arábigas convertidas a topónimos romanizados (Patraix).

## Pronunciación correcta del nombre
El nombre Altabix, tanto en valenciano como en castellano, debe ser siempre pronunciado como palabra aguda, recayendo el acento en la última sílaba; en ningún caso como palabra llana, como muchas veces se pronuncia. Existen muchas razones que avalan este hecho:
- La misma pronunciación aguda de otros topónimos de la ciudad como Candalix.
- El hecho de que la palabra Altabix, ni en valenciano ni en castellano, lleve acento gráfico.
- La misma etimología del topónimo avalada por Carme Barceló, quien se refiere al origen arábigo de Altabix como palabra aguda (Tawwij), nunca llana. 
- La pronunciación tradicional del término, que avalada por lingüistas como Sanchis Guarner, recogen en todo momento la pronunciación aguda de la palabra.